# Estranheza
Estranheza ou estranhamento (do latim extraneus, extrâneo, estrangeiro, remetendo a outro lugar, quase equivalente de alienus, alheio, alienígena, também "de outro lugar"), é a experiência psicológica de um evento ou indivíduo que não é simplesmente misterioso, mas confuso ou assustador com um grau de familiaridade. Este fenômeno é usado para descrever incidentes em que algo ou evento familiar é encontrado em um contexto perturbador, misterioso ou tabu.
O termo já estava presente na obra de E. T. A. Hoffmann (1776–1822), como um conceito da estética. Ernst Jentsch expôs o conceito do estranho, mais tarde elaborado por Sigmund Freud em seu ensaio de 1919 "Das Unheimliche", que explora o caráter inquietante de bonecos e bonecos de cera. Nesse contexto da psicanálise de Freud, o termo unheimlich (em alemão) foi variadamente traduzido em português como o inquietante, o estranho familiar ou a inquietante estranheza, referindo-se a algo que suscita angústia, confusão ou terror, explicados como remontando a algo primordialmente conhecido segundo sua metapsicologia. Desde então, o conceito foi adotado por uma variedade de pensadores e teóricos, como no vale da estranheza pelo roboticista Masahiro Mori e o conceito de abjeção de Julia Kristeva.

## História

### Idealismo alemão
O filósofo F. W. J. Schelling levantou a questão do estranho em seu tardio Philosophie der Mythologie de 1837, postulando que a clareza homérica foi construída sobre uma repressão prévia do estranho.
No manuscrito A Vontade de Poder, o filósofo alemão Friedrich Nietzsche refere-se ao niilismo como "o mais estranho de todos os convidados". Heidegger também analisa o uso do termo unheimlich nesse contexto.

### Ernst Jentsch
O estranho foi explorado psicologicamente pela primeira vez por Ernst Jentsch em um ensaio de 1906, Sobre a Psicologia do Estranho. Jentsch define o Estranho como: sendo um produto de "...incerteza intelectual; de modo que o estranho seria sempre, por assim dizer, algo em que não se conhece como proceder sobre. Quanto melhor orientada em seu ambiente uma pessoa é, menos prontamente ela terá a impressão de algo estranho em relação aos objetos e eventos nele contidos." Ele expande seu uso na ficção:
Não posso pensar – e espero que a maioria dos leitores da história concordem comigo – que o tema da boneca Olympia, que, segundo todas as aparências, é um ser vivo, seja de qualquer forma o único, ou mesmo o mais importante, elemento que deva ser ser responsabilizado pela atmosfera de estranheza sem paralelo evocada pela história.
Assim, Jentsch enfatiza que, na literatura, o dispositivo narrativo empregado para produzir uma sensação perturbadora é usado por alguns romancistas, com figuras cuja natureza (animada ou não, automática ou não) não é esclarecida, deixando o leitor com uma sutil impressão, em dúvida e incapaz de decidir. Ele identifica o escritor alemão E. T. A. Hoffmann como um escritor que usa efeitos estranhos em sua obra, concentrando-se especificamente na história de Hoffmann O Homem da Areia, que apresenta uma boneca realista, Olympia.
Ele reformula também o conceito para a psiquiatria. Efeitos perturbadores são geralmente obtidos quando o observador está colocado em presença da repetição contínua, "automática", da mesma situação, a exemplo de um mesmo movimento. Uma vez que a situação ou o objeto perturbador tem conotações familiares e, ao mesmo tempo, estranhas produz-se uma incerteza intelectual, que, na psicologia do século XX, seria definida como uma dissonância cognitiva no sujeito que a experimenta. Assim Jentsch explicava a sensação de perturbação que algumas pessoas experimentam antes de uma crise epiléptica ou de manifestações de loucura.

### Sigmund Freud
O conceito de Estranho foi posteriormente elaborado e desenvolvido por Sigmund Freud em seu ensaio de 1919 "Das Unheimliche", que também se baseia no trabalho de Hoffmann (a quem Freud considera o "mestre incomparável do estranho na literatura"). No entanto, ele critica a crença de Jentsch de que Olympia é o elemento central e misterioso do conto de Hoffmann:
O que mais nos interessa neste longo excerto é descobrir que entre os seus diferentes matizes de significado a palavraheimlich exibe um que é idêntico ao seu oposto, unheimlich. O que é heimlich passa então a ser unheimlich. [...] Em geral somos lembrados que a palavra heimlich não é inequívoca, mas pertence a dois conjuntos de ideias, que, sem serem contraditórias, são ainda muito diferentes: por um lado, significa o que é familiar e agradável e, por outro, o que está oculto e mantido fora da vista. Unheimlich é habitualmente usado, dizem-nos, sendo o contrário apenas do primeiro significado de heimlich, e não do segundo. [...] Por outro lado, notamos que Schelling diz algo que lança uma luz bastante nova sobre o conceito de Unheimlich, para o qual certamente não estávamos preparados. Segundo ele, é unheimlich tudo o que deveria ter permanecido secreto e oculto, mas veio à tona.

[...]

Um estudo de sonhos, fantasias e mitos nos ensinou que a ansiedade em relação aos olhos, o medo de ficar cego [formando um tema central em O Homem da Areia], muitas vezes é um substituto suficiente para o medo de ser castrado. A autocegueira do criminoso mítico, Édipo, foi simplesmente uma forma mitigada da punição da castração – a única punição que lhe foi adequada pela lex talionis. [...] Todas as outras dúvidas são eliminadas quando aprendemos os detalhes de seu 'complexo de castração' a partir da análise de pacientes neuróticos, e percebemos sua imensa importância em sua vida mental.
Em vez disso, Freud recorre a um elemento totalmente diferente da história, a saber, "a ideia de ter os olhos roubados", como sendo o "exemplo mais impressionante de estranheza" na história. Ele se concentra nos olhos e em sua semelhança com a ansiedade de castração masculina no restante de seu ensaio e como essa ansiedade pode levar o público masculino a sentir o estranho devido à ideia de que sua masculinidade é roubada, o que é ilustrado por Freud como um ponto central contribuinte para o medo masculino.
Freud prossegue, no restante do ensaio, identificando efeitos estranhos que resultam de instâncias de "repetição da mesma coisa", ligando o conceito ao da compulsão à repetição. Ele inclui incidentes em que alguém se perde e acidentalmente refaz seus passos, e casos em que números aleatórios se repetem, aparentemente significativos. Ele também discute a natureza estranha do conceito de "duplo" de Otto Rank.
Freud relata especificamente um aspecto do estranho derivado da etimologia alemã. Ao contrastar o adjetivo alemão unheimlich com sua palavra base heimlich ("oculto, escondido, em segredo"), ele propõe que o tabu social muitas vezes produz uma aura não apenas de reverência piedosa, mas ainda mais de horror e até repulsa, como o estado tabu de um item dá origem à suposição comum de que aquilo que está escondido dos olhos do público (cf. a metáfora do olho ou da visão) deve ser uma ameaça perigosa e até mesmo uma abominação – especialmente se o item escondido for obviamente ou presumivelmente de natureza sexual. Basicamente, o estranho para Freud seria o que inconscientemente lembra do próprio Id, dos impulsos proibidos e, portanto, reprimidos – especialmente quando colocados num contexto de incerteza que pode lembrar as crenças infantis na onipotência do pensamento. Esses elementos estranhos são percebidos como ameaçadores pelo nosso superego dominado pela culpa edípica porque teme a castração simbólica por punição por se desviar das normas sociais. Assim, os itens e indivíduos sobre os quais se projetam os próprios impulsos reprimidos tornam-se uma ameaça muito misteriosa, monstros misteriosos e aberrações semelhantes aos demônios populares dos contos de fadas e, subsequentemente, muitas vezes se tornam bodes expiatórios culpabilizados por todos os tipos de misérias, males e calamidades percebidas.

#### Problemas na equivalência da tradução deUnheimlichem português
A palavra "unheimlich" em alemão é traduzida para "inconfortável", "inquietante" ou "estranho" em português. É oposto a "heimlich," que significa "familiar" ou "confortável." "Heimlich" está relacionado a "Heim," que significa "casa" em alemão, enquanto "un-" é um prefixo de negação. Portanto, "unheimlich" é algo que não é familiar e nos faz sentir desconfortáveis.
Esta palavra é também raiz da palavra Geheimnis, que pode ser traduzida como 'segredo', no sentido de algo que é da família ou que deve permanecer escondido. Os anglófonos traduzem Das Unheimliche como the uncanny, termo que está na ideia do Uncanny valley (Vale da estranheza), não sem relação com o conceito de Freud.
"El sinistro", na tradução espanhola, "l'inquiétante étrangeté" ou l'« inquiétante familiarité » ou, ainda, l'étrange familier, na tradução francesa, ou il perturbante, na tradução italiana, pode ser traduzido em português como "inquietante estranheza" ou "o estranhamente familiar".
Heimlich tem várias significações. É, a princípio, aquilo que faz parte da casa  (häuslich), da família. Isso diz respeito à intimidade, a uma situação de tranquilidade e satisfação. Heimlich é também sinônimo de dissimulação, de segredo  ou mesmo de sagrado. A parte heimlich da casa corresponde aos banheiros, uma arte heimlich está próxima à da magia. Un- é um prefixo antonímico. Logo, Unheimlich é o contrário de Heimlich, tanto no primeiro sentido como no segundo. De fato, pode corresponder a uma situação que gera mal-estar, que provoca uma certa angústia ou mesmo terror, como diante de um segredo que é revelado, quando deveria ter permanecido oculto.
Em Freud, encontra-se estabelecida, como generalidade, a concepção positivista de que o homem se encontra num estágio de desenvolvimento em que ultrapassou ou libertou-se das crenças animistas. Ora, são duas as categorias do estranho: primeira, quando “acontece realmente em nossas vidas algo que parece confirmar as velhas e rejeitadas crenças”; já a segunda “provém de complexos infantis reprimidos”. Enquanto a primeira categoria ocorre quando vem à luz algo “superado”, a segunda acontece quando algo “reprimido” nos atinge, emerge. Daí, se algo está efetivamente superado, como pode vir à luz, emergir? Interessa aqui a tênue fronteira entre superação e repressão. Por um instante, Freud chega a igualar os termos, mas logo se corrige; na seqüência do parágrafo, ele próprio admite a nebulosidade dessa distinção: “Quando consideramos que as crenças primitivas relacionam-se da forma mais íntima com os complexos infantis e, na verdade, baseiam-se neles, não nos surpreenderemos muito ao descobrir que a distinção é muitas vezes nebulosa”.
Em 1959, Lacan criou a palavra extimité ('extimidade'), expressão que dá a ideia de algo interior,  algo pertencente ao sujeito e, ao mesmo tempo,  não reconhecido como tal – o que torna o sujeito tenso e apreensivo.

## Teorias semelhantes

A resposta emocional hipotética de sujeitos humanos é traçada contra o antropomorfismo de um robô, seguindo a teoria do estranho do roboticista Masahiro Mori. O vale da estranheza é a região de resposta emocional negativa em relação aos robôs que parecem "quase humanos”. O movimento amplifica a resposta emocional.

O ensaio do roboticista Masahiro Mori sobre as reações humanas a entidades semelhantes às humanas, Bukimi no Tani Genshō ("Fenômeno do Vale da Estranheza"), descreve o vale da estranheza como a lacuna entre pessoas vivas familiares e suas representações inanimadas também familiares, como bonecos, fantoches, manequins, mãos protéticas e robôs androides. As entidades do vale estão entre esses dois polos de fenômenos comuns. Mori afirmou que fez a observação independentemente de Jentsch e Freud, embora uma ligação tenha sido forjada por Reichardt e tradutores que consideraram o bukimi como sendo a estranheza.